# آندژی یاروشیک
آندژی یاروشیک (لهستانی: Andrzej Jarosik؛ زادهٔ ۲۶ نوامبر ۱۹۴۴) بازیکن فوتبال اهل لهستان بود.
از باشگاه‌هایی که در آن بازی کرده‌است می‌توان به باشگاه فوتبال استراسبورگ اشاره کرد.
وی به‌همراه تیم ملی فوتبال لهستان به مقام قهرمانی بازی‌های المپیک تابستانی ۱۹۷۲ دست پیدا کرده‌است.